# Alice et la Gazelle verte
Alice et la Gazelle verte (titre anglais : The Riddle of the Ruby Gazelle, littéralement : Le Rébus de la gazelle rouge rubis) est le 135e roman de la série américaine Alice (Nancy Drew en VO) écrit par Caroline Quine, nom de plume collectif de plusieurs auteurs. 
Aux États-Unis, le roman a été publié pour la première fois en 1997 par Simon & Schuster (New York). En France, il est paru la première fois en 1997 chez Hachette dans la collection « Bibliothèque verte » sous le numéro 496. Ce roman n'a pas été réédité en France depuis 1999.

## Résumé
Remarque : le résumé est basé sur l'édition de 1997 en langue française.
Pour sauver High Park, un quartier du vieux Brooklyn, Alice vient prêter main-forte à son amie Zoé. Une vente aux enchères et un concert de rock sont prévus pour récolter des fonds. Mais un jeune chanteur du groupe disparaît, et un mystérieux vandale s'acharne sur une collection d'animaux anciens en fer forgé...

## Personnages

### Personnages récurrents
- Alice Roy, jeune détective amateur blonde de dix-huit ans[2], fille de l'avocat James Roy, orpheline de mère.
- Bess Taylor, jeune fille blonde et rondelette, une des meilleures amies d'Alice.
- Marion Webb, jeune fille brune et sportive, cousine germaine de Bess Taylor et une des meilleures amies d'Alice.
- James Roy, avocat de renom, père d'Alice Roy, veuf.
- Éloïse Roy (Cécile Roy)[3], sœur de James Roy. Elle n'est que mentionnée dans le roman.

### Personnages spécifiques à ce roman
- Zoé Krieger, amie d'Alice. Elle habite à New York et a invité Alice à passer quelques jours chez elle.
- Randy Tellurino, jeune chanteur du groupe Lunatic Rave.
- Peter Hanson, bassiste du groupe Lunatic Rave.
- Nina Sherman, jeune fille pianiste du groupe Lunatic Rave.
- John Greco, batteur du groupe Lunatic Rave.
- Allison Demar, jeune fille désagréable, élève au même lycée que les quatre membres du groupe musical Lunatic Rave, qu'elle connaît bien.
- Mme O' (son nom complet est révélé à la page 106 : Margaret Kennedy O'Neill), dame d'un certain âge, présidente du Comité pour la sauvegarde du quartier de High Park. Elle est la fille du cambrioleur surnommé Le Chat qui, dans les années 1920, avait volé une émeraude de grande valeur.
- Sam Altman, antiquaire à Coney Island.
- Vic Wollenski, jeune fille désagréable, amie de Randy Tellurino.
- Tim Chang, homme colérique, directeur de la compagnie théâtrale Les Troubadours de Brooklyn.
- Katie Smith, donatrice de souvenirs personnels relatifs au quartier de High Park.

## Éditions françaises
- 1997 : Éditions Hachette, collection Bibliothèque verte, souple (français, version originale), no 496. Volume à fond bleu. Illustré par Philippe Daure. Traduit par Marianne Costa. 16 chapitres.
- 1998 : Éditions Hachette, collection Bibliothèque verte, souple (français, version originale), no 496. Illustré par Philippe Daure. Traduit par Marianne Costa. 16 chapitres.